# William Taylor Jr.
William Brockenbrough Taylor Jr. (Nuovo Messico, 14 settembre 1947) è un diplomatico ed ex militare statunitense.

## Biografia
William B. Taylor nacque nel 1947 da William Brockenbrough Newton Taylor (1925-2011) e Nancy Dare Aitcheson (1925-2015). Il padre, veterano della seconda guerra mondiale, fu direttore della ricerca e dello sviluppo dello United States Army Corps of Engineers (USACE) e lavorò anche nel programma Apollo della NASA.
Come suo padre, Taylor si laureò presso la United States Military Academy di West Point nel 1969. Completò poi i suoi studi presso la Kennedy School of Government dell'Università di Harvard, dove conseguì un master's degree in materia di ordine pubblico. Infine, servì come comandante dell'esercito statunitense nella guerra del Vietnam, ricevendo una Bronze Star Medal per i suoi meriti.
Il suo primo incarico come diplomatico fu quello di rappresentante del governo degli Stati Uniti nel Quartetto per il Medio Oriente a Gerusalemme. Successivamente, dal 2002 al 2003 lavorò a Kabul come coordinatore speciale del Dipartimento di Stato degli Stati Uniti per gli aiuti internazionali e statunitensi all'Afghanistan, mentre tra il 2004 e il 2005 supervisionò le operazioni di ricostruzione dell'Iraq dopo la seconda guerra del Golfo. Dal 1992 al 2002 coordinò l'assistenza degli Stati Uniti alle nazioni dell'ex Unione Sovietica e dell'Europa orientale. Dal 30 maggio 2006 al 23 maggio 2009, fu Ambasciatore degli Stati Uniti in Ucraina. Più recentemente ha ricoperto la carica di vicepresidente esecutivo dello United States Institute of Peace e quella di consigliere senior del Business Council USA-Ucraina. Il 18 giugno 2019, dopo la rimozione di Marie Yovanovitch dalla carica di ambasciatrice e l'incarico provvisorio di Kristina Kvien, ha assunto il ruolo ad interim di chargé d'affaires degli Stati Uniti in Ucraina.